# Distrikt Pariñas
Der Distrikt Pariñas liegt in der Provinz Talara der Region Piura in äußersten Nordwesten von Peru. Der Distrikt wurde am 31. Oktober 1932 gegründet. Er hat eine Fläche von 1116,99 km². Beim Zensus im Jahr 2017 wurden 98.309 Einwohner gezählt. Im Jahr 1993 lag die Einwohnerzahl bei 82.455, im Jahr 2007 bei 88.108. Verwaltungssitz des Distriktes ist die an der Küste gelegene Provinzhauptstadt Talara mit 91.444 Einwohnern (Stand 2017). Daneben gibt es die größeren Orte Enace (3575 Einwohner) und Sacobsa (1651 Einwohner) und Negreiros (1142 Einwohner).

## Geographische Lage
Der Distrikt Pariñas liegt an der Pazifikküste und erstreckt sich über den südzentralen Teil der Provinz Talara. Er erstreckt sich über eine halbwüstenhafte Landschaft. Der Distrikt besitzt eine etwa 12 km lange Küstenlinie und reicht über 40 km ins Landesinnere. Im äußersten Osten erhebt sich ein über 1100 m hoher Höhenrücken. Die Nationalstraße 1N (Panamericana) durchquert den Distrikt. Im Norden grenzt der Distrikt Pariñas an die Distrikte Lobitos und El Alto, im Osten an den Distrikt Marcavelica (Provinz Sullana) sowie im Süden an den Distrikt La Brea.